# Клаудія Іветте Канхура де Сентено
Пані Клаудія Іветте Канхура де Сентено (Claudia Canjura de Centeno) (листопад 1967) — сальвадорський дипломат. Надзвичайний і Повноважний Посол Сальвадору в Україні. Доктор медичних наук.

## Життєпис
Народилася в листопаді 1967 року в місті Сан-Сальвадор. Вона здобула ступінь магістра в галузі охорони здоров'я в Центральноамериканському університеті Хосе Симеон Канас та ступінь магістра в Сальвадорському університеті, факультет охорони здоров'я в області попередження захворювань, надання першої медичної допомоги. Студенткою брала участь у підпільній боротьбі проти диктаторського режиму, вступивши до лав Фронту національного звільнення імені Фарабундо Марті.
У 1995—2009 рр. — працювала на різних посадах в сфері охорони здоров'я в Сан-Сальвадорі.
У 2009—2012 рр. — уряд Маурісіо Фунеса призначив її Надзвичайним і Повноважним Послом Сальвадору в Гватемалі.
У 2012—2016 рр. — Надзвичайний і Повноважний Посол Сальвадору в РФ та Республіці Білорусь.
У 2015—2016 рр. — Надзвичайний і Повноважний Посол Сальвадору в Україні. 26 травня 2015 року — вручила вірчі грамоти Президенту України Петрові Порошенку.
З 16 липня 2016 року — Надзвичайний і Повноважний Посол Сальвадору в США.